# Ohlungen
Ohlungen é uma comuna francesa na região administrativa de Grande Leste, no departamento Baixo Reno. Estende-se por uma área de 8,41 km². Em 2010 a comuna tinha 1 332 habitantes (densidade: 158,4 hab./km²).